# Zhu Houren
Zhu Houren est un acteur singapourien travaillant pour le compte de  MediaCorp. En 2010, il est surtout connu pour son rôle dans Wok of Life. 
Aux Star Awards édition 2010, Zhu a reçu un prix pour le meilleur acteur dans un second rôle dans le film Sgt. Leong.

## Filmographie
- Good Morning, Sir! (1989)
- The Return of the Condor Heroes (1998)
- Oh Dad! (2004)
- House Of Harmony (2004)
- Love Concierge (2005)
- The Green Pal (2005)
- Beyond the Axis of Truth II (2005)
- The Undisclosed (2006)
- C.I.D. (2006)
- Rhapsody In Blue (2006)
- Let It Shine (2006)
- Love Under The Sign Of The Dragon (2006)
- Switched! (2007)
- Dear, Dear Son In Law (2007)
- The Truth (2008)
- Genki Kids (2008)
- The Defining Moment (2008)
- By My Side (2008)
- Reunion Dinner (2009)
- My Buddy (2009)
- Baby Bonus (2009)
- Precious Babes (2010)
- Unriddle (2010)